# Marie McLaughlin
Marie McLaughlin (Hamilton, Scozia, 2 novembre 1954) è un soprano scozzese.

## Biografia
Ha cantato a lungo con la Scottish Opera e la Welsh National Opera, prima di unirsi alla English National Opera nel 1978 e debuttare alla Royal Opera House nel 1980. Ha cantato al Covent Garden nel ruolo di Susanna e Marcellina ne Le nozze di Figaro, Meg in Falstaff e Ciesca in Gianni Schicchi. È apparsa anche al Metropolitan Opera, il Grand Théâtre di Ginevra e la Wiener Staatsoper.
Nel 2019 ha fatto il suo debutto nel mondo del musical con The Light in the Piazza al Royal Festival Hall di Londra accanto a Renée Fleming.

## Repertorio
| Ruolo                        | Titolo                                   | Autore     |
| ---------------------------- | ---------------------------------------- | ---------- |
| Marzelline                   | Fidelio                                  | Beethoven  |
| Micaela                      | Carmen                                   | Bizet      |
| Mrs Grose Miss Jessel        | Il giro di vite                          | Britten    |
| Titania                      | Sogno di una notte di mezza estate       | Britten    |
| Larina                       | Eugenio Onegin                           | Čajkovskij |
| Alina                        | Lucia di Lammermoor                      | Donizetti  |
| Hanna Glawari                | La vedova allegra                        | Lehár      |
| Zerlina Donna Elvira         | Don Giovanni                             | Mozart     |
| Susanna Marcellina Barbarina | Le nozze di Figaro                       | Mozart     |
| Ilia                         | Idomeneo                                 | Mozart     |
| Despina Dorabella            | Così fan tutte                           | Mozart     |
| Musetta                      | La bohème                                | Puccini    |
| Novizia                      | Suor Angelica                            | Puccini    |
| La Ciesca                    | Gianni Schicchi                          | Puccini    |
| Zdenka                       | Arabella                                 | Strauss    |
| Meg Page Nannetta            | Falstaff                                 | Verdi      |
| Gilda                        | Rigoletto                                | Verdi      |
| Violetta                     | La traviata                              | Verdi      |
| Jenny Hill                   | Ascesa e caduta della città di Mahagonny | Weill      |